# Бана-лингам
Бана-лингам (санскр. बाणलिङ्ग, IAST: bāṇaliṅga) или Сваямбху-лингам (санскр. स्वयम्भूलिङ्ग, IAST: svayambhūliṅga) — тип лингама из камня; так называемый «саморождённый лингам». Представляет собою гладкий цилиндрический галечный камень с закруглёнными вершинами. В отличие от обычных лингамов этот тип делается не людьми, а находится (в основном) в русле реки Нармада.
Река Нармада (другое название Рева: от корня rev — через скалы/скалистая) — одна из пяти или семи священных рек Индии, и находимые на её берегах линги упоминает в своих «Периплах» Клавдий Птолемей. Река также неоднократно упоминается в Махабхарате, Рамаяне и Пуранах — Рева-кханда Ваю-пураны и Рева-кханда Сканда-пураны полностью посвящены истории о происхождении реки. Согласно одной из них, Шива так сильно медитировал, что вспотел; его пот стёк в одно место и начал течь в виде реки. По другой версии этой легенды, слёзы Шивы упали в воды реки и стали камнями. Согласно другой легенде, Брахма уронил 2 слезы, которые дали начало реке Нармада и реке Сон.
Согласно «Сиддханта Шикхара» (Siddhanta-Shikhara) Шрипати (Sripati), лингамам, которые были найдены в Нармаде, уже поклонялись те или иные боги, и эти линги содержат отпечаток такого поклонения. Существуют различные виды Сваямбху-Лингамов с различными знаками, характерными для этих богов:
1. знак Скорлупа или Раковина — Вишну;
2. знак Лотоса (Падма) — Брахма;
3. знак Зонтик — Индра;
4. знак Две Головы — Агни;
5. знак Три шага — Яма;
6. знак Булава — Ишана;
7. знак Кувшин с водой (Калаша) — Варуна;
8. знак Флаг — Ваю.

## Использование в культе

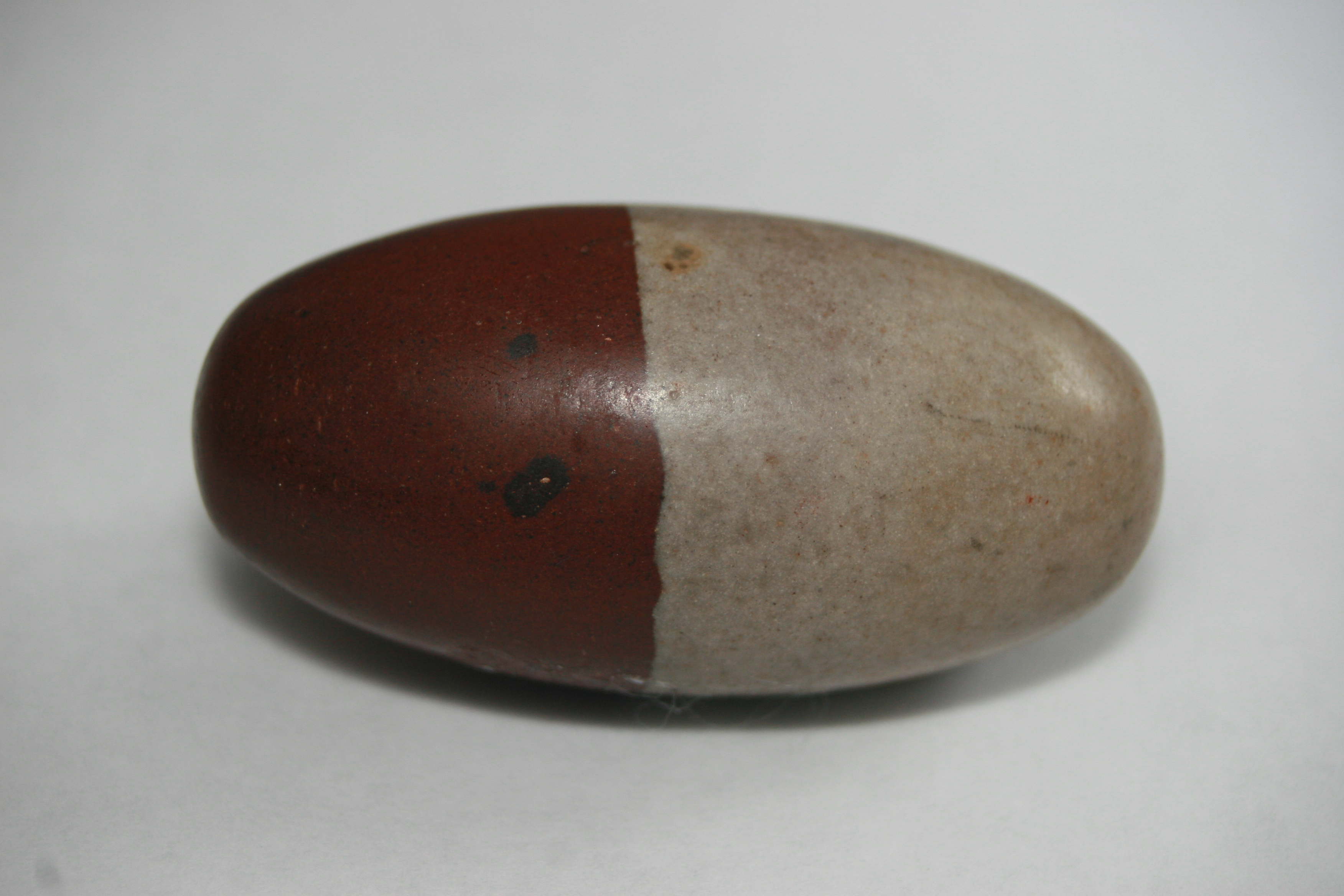
Бана-лингам

Хотя в современной литературе по джьотишу и васту и пишут о необходимости специализированных ритуалов установки и почитания Бана-линги, однако классическая шиваитская агамическая литература и смартийская шраута-литература не делает никаких различий между Бана-лингой и обычной лингой: так, Супрабеда-упа-агама (вспомогательный текст Супрабеда-агамы) в разделе, касающемся установки лингама, говорит буквально следующее:
Так же устанавливается и почитается и Сваямбху-линга.Супрабеда-упа-агама
Аналогичные места можно найти и в текстах шраута.
В настоящий момент Бана-лингам можно приобрести во многих индийско-ориентированных интернет-магазинах по вполне приемлемым ценам — в этом случае вместе с самой лингой в комплекте идёт специальная подставка для неё. В случае отсутствия такой подставки лингам можно установить в специально подобранную (круглую или квадратную) ёмкость с песком или другим природным сыпучим материалом. Ритуал Шива-пуджи также ничем не отличается от ритуала рукотворной линги (однако может не выполняться призывание-авахана, так как считается, что Шива присутствует в бана-лингаме изначально). На Бана-лингу крайне редко наносят какие-либо долговременные изображения или подвергают их художественной обработке — в большинстве случаев наносится только трипундра пеплом или быстросходящими красящими веществами.